# Metamorphosis (album Sławka Uniatowskiego)
Metamorphosis – debiutancki album polskiego piosenkarza Sławomira Uniatowskiego, wydany 20 kwietnia 2018 przez Wydawnictwo Agora.
Wydawnictwo uzyskało w Polsce certyfikat złotej płyty.

## Lista utworów
| Nr  | Tytuł utworu           | Słowa                                | Muzyka              | Długość |
| --- | ---------------------- | ------------------------------------ | ------------------- | ------- |
| 1.  | „Tell Me Who You Are”  | Tomasz Organek, Sławomir Uniatowski  | Sławomir Uniatowski | 3:38    |
| 2.  | „Someone Somehow”      | Tomasz Organek, Sławomir Uniatowski  | Sławomir Uniatowski | 4:05    |
| 3.  | „Honolulu”             | Sławomir Uniatowski                  | Sławomir Uniatowski | 3:57    |
| 4.  | „I Give It All to You” | Tomasz Organek, Sławomir Uniatowski  | Sławomir Uniatowski | 3:28    |
| 5.  | „Blisko”               | Janusz Onufrowicz                    | Sławomir Uniatowski | 3:48    |
| 6.  | „I Want More”          | Tomasz Organek, Sławomir Uniatowski  | Sławomir Uniatowski | 4:31    |
| 7.  | „What I’ve Become”     | Tomasz Organek, Sławomir Uniatowski  | Sławomir Uniatowski | 3:49    |
| 8.  | „Everytime I Need You” | Tomasz Organek, Sławomir Uniatowski  | Sławomir Uniatowski | 4:20    |
| 9.  | „Just a Hint”          | Tomasz Organek                       | Sławomir Uniatowski | 4:23    |
| 10. | „Każdemu wolno kochać” | Michał Zabłocki, Sławomir Uniatowski | Sławomir Uniatowski | 3:22    |
| 11. | „I Know”               | Tomasz Organek, Sławomir Uniatowski  | Sławomir Uniatowski | 4:03    |
| 12. | „We Are Stars”         | Tomasz Organek, Sławomir Uniatowski  | Sławomir Uniatowski | 4:24    |
| 13. | „5 rano” (Bonus Track) | Tomasz Organek                       | Sławomir Uniatowski | 4:23    |
|     |                        |                                      |                     | 52:11   |